# Rieka (dopływ Dunajca)
Rieka – rzeka na Słowacji, prawy dopływ Dunajca. Ma źródła na północnych stokach zachodniej części Magury Spiskiej. Zasilające ją potoki zbierają wody z Magury Spiskiej na odcinku od Przełęczy Magurskiej po Małą Polanę. Spływa w północno-zachodnim kierunku przez miejscowość Relów do Hanuszowców, stąd w północno-wschodnim do Maciaszowców, gdzie zmienia kierunek na północny. Przepływa następnie przez Spiską Starą Wieś i na wysokości 476 m, naprzeciwko polskiej miejscowości Sromowce Wyżne, w miejscu o współrzędnych 49°23′51,8″N 20°21′29,7″E/49,397722 20,358250 uchodzi do Dunajca. Jest jednym z większych jego dopływów.
Główne dopływy:
- lewe: Lemeriská, Jezerský potok, Hlboké, Cigerník, Grapy, Kolconov potok, Vyšná mlaká
- prawe: Sčerbová, Zálesie